# Kolumbus-Grundschule
Die Kolumbus-Grundschule ist eine öffentliche Halbtagsschule im Berliner Ortsteil Reinickendorf und steht unter Denkmalschutz. Die Kolumbus-Grundschule befindet sich im nordöstlichen Rand des Ortsteils am Büchsenweg in der Nähe der Klemkestraße und der Siedlung Paddenpuhl. Die Namensgebung ist dem Seefahrer Christoph Kolumbus gewidmet.

## Geschichte

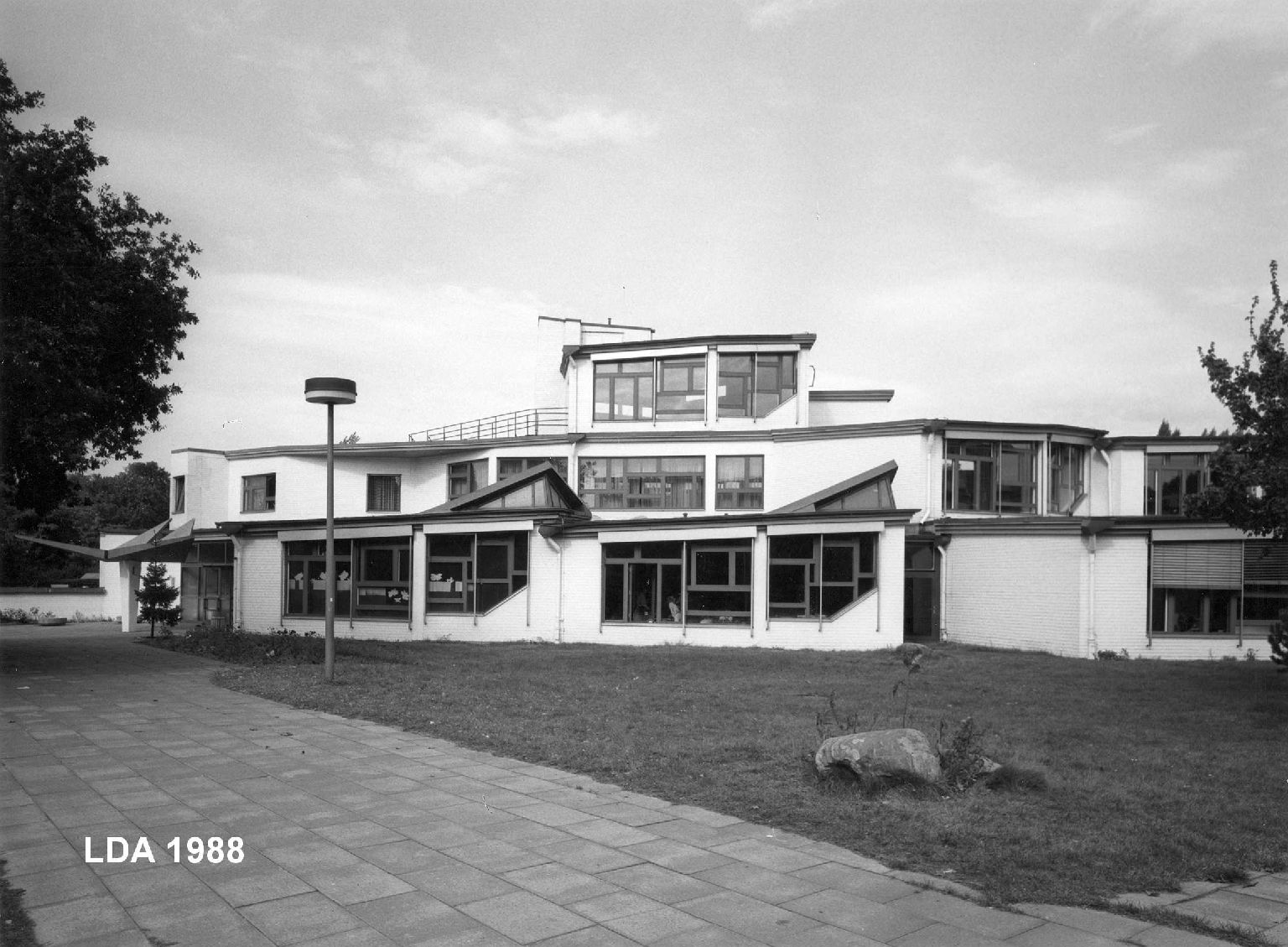
Hauptgebäude des Gebäudekomplexes von dem Architekten Sergius Ruegenberg in den 1960er Jahren entworfen

Das Hauptgebäude des Gebäudekomplexes aus vier Gebäuden wurde in den 1960er Jahren von dem Architekten Sergius Ruegenberg entworfen. Das Gebäude wurde nach der Auswahl durch einen Architekturwettbewerb von 1968 bis 1970 errichtet. Rektor von 1967 bis 1985 war der Politiker Günter Zemla. Seit 2005/2006 werden aufgrund der Einführung des offenen Ganztagsbetriebs die Gebäude und das Gelände einer früheren Kindertagesstätte für die Gruppen der ergänzenden Förderung und Betreuung genutzt. Im Schuljahr 2006/2007 wurde ein mobiler Ergänzungsbau mit zwölf Klassenräumen auf dem hinteren Teil des Geländes errichtet. 2011 wurde eine Willkommensklasse eingerichtet. Im November 2015 wurde der Gebäudekomplex um einen zweigeschossigen Neubau mit zwölf Klassenräumen ergänzt, in der hauptsächlich die 4. und 6. Jahrgänge sowie die beiden Willkommensklassen unterrichtet werden. 2016/2017 wurde der Betrieb einer Mensa aufgenommen.

## Schulprofil
Die Schule charakterisiert sich durch ihr Motto „Wir …gehen aufeinander zu …hören uns …helfen uns“, wodurch die Schule die Bereitschaft zum Ausdruck bringt, sich sowohl in den Kiez hinein zu öffnen als auch das Miteinander der Schulgemeinschaft zu pflegen und Unterstützung zu geben. In den Jahrgangsstufen 1–3 wird an der Kolumbus-Grundschule das Jahrgangsübergreifendes Lernen (JÜL) angewandt. Ergänzend zu dem regulären Schulbetrieb findet nach dem Unterricht eine Förderung und Betreuung der Schulkinder gruppenbezogen statt. Die Kolumbus-Grundschule erhält durch die Aufnahme im Jahre 2014 in das Bonusprogramm der Senatsverwaltung für Bildung, Jugend und Wissenschaft finanzielle Mittel. Des Weiteren wird Schulsozialarbeit von zwei Mitarbeiterinnen des freien Trägers Aufwind e. V. in der Schulstation geleistet. Die Schule stellt seit 2011 eine Willkommensklasse für Kinder ohne Deutschkenntnisse bereit. Im Februar 2016 wurde sie um eine zweite ergänzt.
Das Schulgebäude enthält Fachräume für Musik, Kunst und Naturwissenschaften sowie des Weiteren ein Mehrzweckraum, eine Schülerbücherei „Leseclub“ sowie ein kleiner Raum für die Lehrmittel. Das Schulgelände umfasst zwei Pausenhofbereiche bestehend aus Klettergerüsten aus Holz, einer Rutsche, vier Tischtennisplatten und einen abgezäunten Fußballplatz. Hinter den zwei Ergänzungsbauten befindet sich eine kleine Sportanlage mit zwei Laufbahnen und einer Sprunggrube. In einem Ergänzungsbau befindet sich des Weiteren eine 13 m × 26 m große Sporthalle.

## Hauptgebäude
Das Hauptgebäude, das von hügeligen Grünflächen umgeben ist, wird durch seine unkonventionelle Bauweise in einer sechseckigen Form geprägt. So bauen die sechseckigen Klassenräume stufenförmig zu zwei- bis dreigeschossigen, miteinander freigefügten Baukörpern, die wabenähnlich Schulklassen nach Jahrgangsstufen zusammenfassen, aufeinander auf. Das Gebäude wird nach Norden durch seine horizontal wie auch vertikal gestaffelte Baugruppe mit der Aula und Turnhalle von der ehemaligen S-Bahn-Strecke abgeschirmt. Nach Süden öffnen sich die Klassenräume mit großflächigen Fenstern. Durch die rückwärtig gestaffelte Bauweise werden die Belichtung durch das Sonnenlicht in allen Geschossen sichergestellt. Am Eingang des Gebäudes ist ein eingeschossiger Pavillon für den Schulkindergarten in das Bauensemble in ähnlicher Bauweise ergänzt.

### Bilder
- Kolumbus Grundschule, 1988
- Kolumbus Grundschule, 2007